# 賴冠華
賴冠華（1981年7月23日—），出生彰化縣員林鎮，臺灣自行車選手，連續13年進入國家代表隊。自國中起就加入自由車校隊，畢業於明道管理學院，2002－10年效力於捷安特亞洲車隊，曾任車隊的隊長。

## 比賽紀錄
1999年主要成績
環台青少年	冠軍
全國青年組下坡賽	冠軍
青年組登山車	冠軍
2000年主要成績
全國錦標公路賽	冠軍
全國錦標場地領先積分	冠軍
捷安特杯登山車菁英組	冠軍
2001年主要成績
GIANT盃登山車菁英組	冠軍
GIANT盃自由車菁英組	冠軍
2003年主要成績
環花東自行車賽	總冠軍
台灣盃自行車系列賽	總冠軍
中等以上運動會	公路冠軍；登山車冠軍
全國公路積分賽	總冠軍
環韓公路賽	總成績12名
單站最佳第5名
團體第6名
全國捷安特盃公路賽精英組	第1名
全國捷安特盃登山車賽	第1名
國際自由車環台賽	國內冠軍
最佳單站(日月潭to塔塔加)第8名
總成績第16名
年度國內總積分	第一名
2004年主要成績
中等以上運動會	登山車冠軍
公路賽第2名
全國公路自由積分賽	高雄繞圈賽第2名
台灣盃自行車系列賽	花蓮 to 台東站冠軍
全日本雄野3日賽	總成績第12名
環韓公路賽	團體冠軍
Tour  de  japan	宇都宮站：第6名
修善寺站：第9名
Tour  de  indonesian	最佳單站個人第2名
團體兩站第一名
紐崔萊盃台灣登山王國際自由車賽
阿里山站第4名
陽明山站第3名
總排名第4名
國際自由車環台賽	第一站第8名
第三站第8名
第四站第12名
第6站第8名總排名
Tour  de  okinawa	第5名
2005年主要成績
2005年度全國自由車公路
精英總排名 男子菁英組冠軍
全國中等以上運動會	大專組公路賽冠軍
環韓公路賽	團體冠軍
捷安特盃	登山車繞圈賽 第一名
公路車繞圈菁英組 第一名
全國錦標賽個人計時	冠軍
國際自由車環台賽	團體第一名國內 個人總和冠軍
全國運動會 男子登山車繞圈賽金牌 男子公路賽金牌
2006年主要成績
環暹邏國際自由車賽	第7站第2名
環泰國國際自由車賽	個人總和第五名
國際自由車環台賽	國內總和第一名
全國中等以上運動會公路賽	第一名
環韓國際自由車賽	團體第一
捷安特盃	男子菁英組登山車繞圈賽  第一名
男子菁英組登山賽        第一名
阿里山自行車大賽	公路菁英組第一名
美利達盃國際自行車賽 登山車攻山頭冠軍
登山車繞圈世界冠軍挑戰賽~冠軍
2007年主要成績
環馬來西亞國際自由車賽	第7站                 冠軍
環蘭卡威國際自由車賽	亞洲團體冠軍&團體總合  冠軍
全國中等以上運動會	大專組登山車繞圈賽   第2名
全國俱樂部連賽第四站(東北角峰迴路轉)	公路男子菁英組       第一名
全國中等以上運動會	大專組登山車繞圈賽   第2名
全國捷安特盃自行車邀請賽	男子菁英組登山車繞圈賽 第一名
男子菁英組登山賽       第一名
全國運動大會
環北海道國際自由賽
男子200公里公路賽     第一名
男子登山繞圈賽賽       第二名
第三站                 第六名
第四站                 第四名
2008年主要成績
2008年國際自由車環台賽
全國中等以上運動會
2008年環東爪哇國際自由車賽	國內冠軍  總合14
大專組登山車繞圈賽     第一名
第三站                 第六名
第五站                 第十名
總合                   第十名
團體                   第三名
2008年捷安特盃男子菁英組登山賽  第一名
2008年北部聯賽第一站   第一名
第二站                第四名
第三站                第四名
2009年主要成績
2009北大武自行車大賽	總冠軍
2009國際自由車環台賽	國內                    冠軍
總合                   第九名
2009東亞運動會自由車代表隊	
連續12年進入國家代表隊

2010年主要成績
2010國際自由車環台賽	黃衫隊伍
2010 AMD盃團體計時賽	第一站                    冠軍
第二站                    第六
2010南投杯自由車邀請賽	團體計時賽             冠軍
連續13年進入國家代表隊

## 外部連結
- 賴冠華在ProCyclingStats的頁面
- 環馬來西亞自由車賽賴冠華奪第7站冠軍 （页面存档备份，存于）
- 東北角峰迴路轉自行車賽 賴冠華抱病封王 （页面存档备份，存于）